# Heaton (Lancashire)
Heaton – przysiółek w Anglii, w Lancashire. Leży 3,4 km od miasta Lancaster i 336,9 km od Londynu. Heaton jest wspomniana w Domesday Book (1086) jako Hietun.